# Sugar Rush (serie de televisión)
Sugar Rush es una serie de televisión británica creada por Channel 4 y basada en una novela de Julie Burchill. La historia gira en torno a Kim Daniels (Olivia Hallinan), una adolescente que se enamora de su mejor amiga, llamada Maria "Sugar" Sweet (Lenora Crichlow).

## Sinopsis
Kim es una "adolescente virgen y lesbiana" de clase media, educada en un colegio privado proveniente de los suburbios de Brighton, una ciudad situada en la costa suroeste de Inglaterra, a quien la vida comienza a cambiarle vertiginosamente. Por determinados motivos Kim debe abandonar la escuela privada y comenzar a asistir a una escuela pública que tiene una reputación terrible. Dejar Preston High también le significa abandonar a su mejor amiga Zoë “Saint” Clements, pero el trauma de esa separación es superado cuando conoce a Maria “Sugar” Sweet, una hermosa, y bastante promiscua chica de la escuela estatal que para mala suerte de Kim es heterosexual. Sugar es la típica "chica mala", envuelta en un mundo de drogas, alcohol y sexo. La serie gira en torno a varios personajes, incluyendo al hermano menor de Kim, su padre Nathan y su madre Stella; pero el tema más importante es la relación con Sugar y cómo avanza, retrocede y cómo Kim entre dudas, decepciones, y buenos momentos va avanzando en su relación con Sugar, sacando partido de cada situación. La serie no gira exclusivamente en torno al eje amoroso/sexual, sino también alrededor de otras cuestiones típicas de la adolescencia: incomunicación con los padres, avatares en la vida escolar, idas y vueltas dentro del círculo de amistades, etc.

## Temporadas
La serie consta hasta la fecha de dos temporadas. La segunda temporada comenzó en Inglaterra el 15 de junio de 2006 y consta al igual que la primera temporada de 10 capítulos de media hora que se emiten semanalmente. En América Latina, se exhibieron las dos temporadas por I.Sat. 

## Reparto
- Olivia Hallinan como Kim.
- Andrew Garfield como Tom, el vecino de Kim quien siente atracción por ella.
- Lenora Crichlow como Sugar, la mejor amiga de Kim de quien esta última está enamorada.
- Sarah Jane Potts como Saint.
- Sara Stewart como Stella.
- Richard Lumsden como Nathan.
- Jemima Rooper como Montana.